# IMac G3
 (juin 2020).
Si vous disposez d'ouvrages ou d'articles de référence ou si vous connaissez des sites web de qualité traitant du thème abordé ici, merci de compléter l'article en donnant les références utiles à sa vérifiabilité et en les liant à la section « Notes et références ».
L'iMac G3 est le premier modèle d'iMac, famille d'ordinateurs tout-en-un conçus et produits par Apple Inc., à l'époque Apple Computer Inc. L'iMac G3 combine dans un seul et même boîtier, un écran de 15 pouces et une unité centrale. Initialement uniquement disponible en bleu bondi, il est plus tard disponible en d'autres couleurs. L'iMac est livré avec un clavier et une souris s'accordant avec la couleur du boitier.
Cet ordinateur fut un succès commercial et fut l’un des premiers ordinateurs à mettre le design au cœur de ses nouveautés, tranchant pour un boîtier coloré à l’époque où la majorité est beige.

## Histoire
Steve Jobs, après son retour chez Apple en 1997 en tant que CEO par intérim de la firme, lance un vaste programme de simplification des gammes de produits. Il remplace les ordinateurs beige, légion à l'époque, par des ordinateurs plus colorés avec les iMac G3 en août, puis avec Power Macintosh G3 en janvier 1999. L'iMac est le successeur immédiat du Power Macintosh G3 Tout-en-un, aux caractéristiques techniques très proches mais uniquement vendu au monde de l'éducation sur le continent nord-américain. Ayant mis un terme à sa famille Performa, série d'ordinateurs d'entrée de gamme d'Apple Computer, la firme se devait de le remplacer sur son segment. L'iMac G3 est présenté lors de la Macworld Conference & Expo, le 6 mai 1998. Les premières machines sont livrées à partir de la mi-août.
D'un point de vue esthétique, l'iMac G3 tranchait fortement avec n'importe quel autre ordinateur grand public mis en vente à l'époque. Il était fait d'un plastique de couleur Bleu bondi  transparent, en forme d'œuf autour d'un écran cathodique de 15 pouces (38 cm) de diagonale.
La face arrière est équipée d'une poignée facilitant son transport. Sur la face latérale droite se trouvent ses connecteurs ainsi que deux prises Jack. Jonathan Ive, designer chez Apple, est crédité pour son design. 

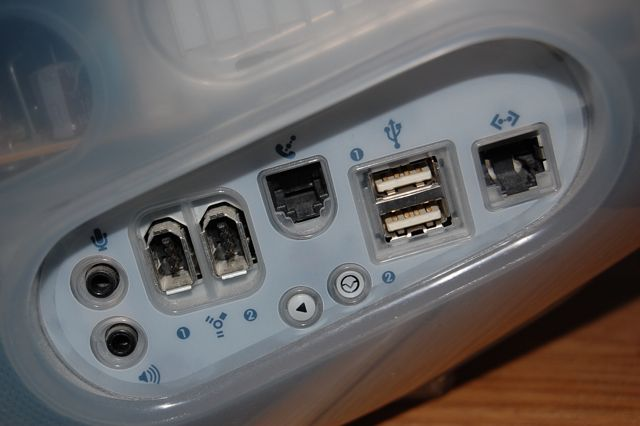
Les connecteurs situés sur la face latérale droite.

L'iMac est le premier ordinateur au monde à proposer exclusivement des ports USB, utilisés pour relier le nouveau clavier sur lequel se branche en USB la nouvelle souris, laissant un port libre sur l'iMac et un autre sur le clavier, remplaçant ainsi les anciens connecteurs Macintosh tel que l'Apple Desktop Bus, le SCSI et le port série GeoPort, employés sur les Macs des gammes précédentes.
Autre changement radical, l'abandon du lecteur disquette 3 ¹⁄₂ pouces, présent depuis le premier Macintosh sorti en 1984. Apple arguant que les CD enregistrables, l'Internet et les réseaux rendent les disquettes obsolètes. Le choix d'Apple a été fortement débattu et lors de la sortie de l'iMac, des constructeurs tiers ont proposé des lecteurs disquettes externes connectés par USB à un prix relativement faible.  
Le clavier et la souris ont été redessinés pour l'iMac, utilisant les mêmes plastiques blanc et bleu s'accordant avec les couleurs de l'iMac. La souris reprend la forme ronde d'un palet de hockey.

## Le premier iMac
Le tout premier modèle, la version A, sorti le 15 août 1998, était au départ équipé d'un processeur PowerPC G3 cadencé à 233 MHz et disponible en une seule couleur (bleu Bondi). Il bénéficiait de plus d'un port interne, dit « mezzanine », dont les spécifications n'avaient pas été divulguées par le constructeur, ce port étant destiné à disparaître sur les modèles ultérieurs, et étant un reliquat des phases de développement. Il a pu servir à certains fabricants de composants à vendre des cartes spécifiques permettant de brancher des périphériques de type SCSI, par exemple. Ce port n'a effectivement pas été disponible sur les modèles suivants. De plus, la carte mère des premières générations d'iMac intégrait aussi les traces pour un lecteur de disquettes et pour un connecteur ADB, deux technologies visiblement abandonnées à la fin du développement matériel de l'ordinateur. Les premiers modèles montrés en mai 1998, avant la sortie officielle, disposent d'ailleurs d'une sortie vidéo et d'un connecteur pour un lecteur de disquettes. Les premiers iMac disposaient d'une mémoire vidéo de 2 Mo, mais il était possible d'étendre cette dernière avec une barrette de mémoire dédiée, au format SO-DIMM. La capacité maximale était de 6 Mo avec une barrette de 4 Mo de SGRAM.  
Sa puissance a progressivement augmenté avec l'apparition de nouvelles versions (B, C, D) tout en se diversifiant dans les couleurs : mandarine, citron vert, fraise, raisin et myrtille pour les versions C, D et suivantes, puis indigo, rubis, sauge, neige, anthracite, et même deux versions à motifs : dalmatien, bleu à points vert, et flower power (ces deux derniers s'étant très peu vendus) pour les versions sorties après 2000. Le choix des couleurs a même été mis en avant comme argument marketing par Apple, tournant en dérision le fait de choisir son ordinateur sur des caractéristiques purement techniques, comme la vitesse du processeur. Ce choix offert aux consommateurs a également été à la source de quelques frictions entre le constructeur et ses revendeurs, en raison du succès plus franc de certaines couleurs, et de la difficulté à satisfaire la demande d'assortiments par certains clients.
En octobre 1999, l'iMac a subi une révision majeure. Ainsi qu'un processeur plus rapide, deux ports FireWire haut débit ont été ajoutés pour permettre de connecter un caméscope numérique (d'où le nom d'iMac DV). Une sortie vidéo a été rajoutée, permettant de reporter l'affichage de son écran vers un deuxième dispositif d'affichage (video mirroring) : écran plus grand ou vidéoprojecteur par exemple. En parallèle, l'organisation interne a été revue pour améliorer la circulation du flux d'air — autorisant la suppression du ventilateur et rendant l'ordinateur silencieux (sauf le bruit du disque dur) — et pour faciliter la mise en place de modules de mémoire vive par les utilisateurs, manipulation qui était relativement peu aisée sur les premiers modèles. Apple remplaça également les enceintes par des produits fabriqués par Harman Kardon, procurant ainsi une véritable possibilité d'écoute de musique. Le lecteur de CD-ROM est passé du modèle à tiroir à un chargement à fente (à « mange-disque »).

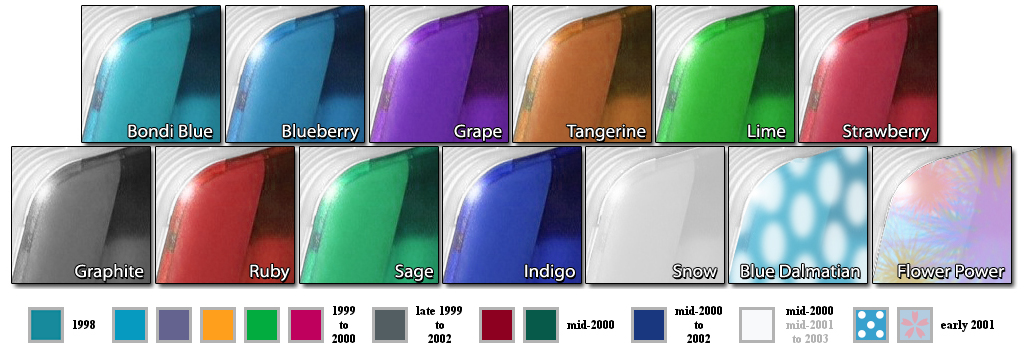
Les différentes couleurs de l'iMac G3
----
Fraise (Strawberry), Myrtille (Blueberry), Citron Vert (Lime), Raisin (Grape), Mandarine (Tangerine), Rubis (Ruby), Dalmatien (Blue Dalmatian).

## Modèles

### Première génération (tiroir)
La première itération de l'iMac G3 comprenait un écran à tube cathodique de 38,1 cm ou 15 pouces (dont 35,052 cm ou 13,8 pouces visibles), un processeur PowerPC G3 cadencé 233 MHz, une carte graphique ATI Rage IIc, un disque dur de 4 Go, un lecteur CD-ROM à tiroir de vitesse 24X, deux ports USB, un modem 56 kbit/s, un port Ethernet intégré, un port infrarouge, deux haut-parleurs stéréo intégrés et deux prises pour casques d'écoute. Le processeur et la mémoire se retrouvèrent sur la même « carte sœur », qui fut installée directement sur la carte mère. L'ordinateur fut exclusivement disponible avec du plastique translucide de couleur « bleu bondi » et on lui donna le surnom de « révision A ». Le 17 octobre 1998, l'iMac fut mis à jour avec une carte graphique ATI Rage Pro et gagna le surnom de « révision B », tout en gardant le prix original de 1 299 $ aux États-Unis. Plus tard, les ports infrarouge et « mezzanine » furent enlevés lors de la sortie de la révision C, le 5 janvier 1999, permettant de réduire les coûts et de réduire le prix à 1 199 $ aux États-Unis, tout en augmentant la vitesse du processeur à 266 MHz et la capacité du disque dur à 6 Go. Ces modèles améliorés ne furent pas proposés en « bleu bondi », mais plutôt en cinq couleurs basées sur les fruits : myrtille, raisin, mandarine, citron vert et fraise. Ces options demeurent identiques dans la révision D, sortie le 14 avril 1999, qui porta tout simplement la vitesse du processeur à 333 MHz.
Dans certains cas, certaines parties étaient interchangeables entre des différentes révisions ou des composantes à tierce partie. Par exemple, l'iMac G3 en « bleu bondi » illustré ci-dessous comprend la carte mère du modèle 266 MHz en raisin, tandis que le lecteur CD-ROM a été remplacé par un lecteur de carte CompactFlash qui exécute Mac OS X v10.4.
| Modèle                           | iMac | iMac (révision B) | iMac (266 MHz) | iMac (333 MHz) |
| -------------------------------- | --- | --- | --- | --- |
| Photo                            | | | | |
| Date de sortie                   | 15 août 1998 | 17 octobre 1998 | 5 janvier 1999 | 15 avril 1999 |
| Sobriquet                        | « Columbus, Elroy, Tailgate, C1 » | « Columbus, Elroy, Tailgate, C1 » | « Life Savers » | « Life Savers » |
| Identifiant du modèle            | iMac, 1 | iMac, 1 | iMac, 1 | iMac, 1 |
| Couleur(s)                       | | | | |
| Processeur                       | 233 MHz | 233 MHz | 266 MHz | 333 MHz |
| Cache                            | 64 Ko de cache L1 et 512 Ko de cache arrière L2 (1:2) | 64 Ko de cache L1 et 512 Ko de cache arrière L2 (1:2) | 64 Ko de cache L1 et 512 Ko de cache arrière L2 (1:2) | 64 Ko de cache L1 et 512 Ko de cache arrière L2 (1:2) |
| Bus                              | 66 MHz | 66 MHz | 66 MHz | 66 MHz |
| Mémoire vive Deux fentes SO-DIMM | 32 Mo PC100 SDRAM | 32 Mo PC100 SDRAM | 32 Mo PC100 SDRAM | 32 Mo PC100 SDRAM |
| Mémoire vive Deux fentes SO-DIMM | Maximum : 384 Mo (128 Mo selon les directives d'Apple) | Maximum : 512 Mo (256 Mo selon les directives d'Apple) | Maximum : 512 Mo (256 Mo selon les directives d'Apple) | Maximum : 512 Mo (256 Mo selon les directives d'Apple) |
| Écran                            | Écran cathodique de 38,1 cm ou 15 pouces (dont 35,052 cm ou 13,8 pouces visibles) à résolution de 1024 × 768 pixels (branché au port DA-15 interne)                     | Écran cathodique de 38,1 cm ou 15 pouces (dont 35,052 cm ou 13,8 pouces visibles) à résolution de 1024 × 768 pixels (branché au port DA-15 interne)                     | Écran cathodique de 38,1 cm ou 15 pouces (dont 35,052 cm ou 13,8 pouces visibles) à résolution de 1024 × 768 pixels (branché au port DA-15 interne)                     | Écran cathodique de 38,1 cm ou 15 pouces (dont 35,052 cm ou 13,8 pouces visibles) à résolution de 1024 × 768 pixels (branché au port DA-15 interne)                     |
| Graphismes                       | ATI Rage IIc avec 2 Mo de SGRAM Maximum : 6 Mo | ATI Rage Pro avec 6 Mo de SGRAM | ATI Rage Pro avec 6 Mo de SGRAM | ATI Rage Pro avec 6 Mo de SGRAM |
| Disque dur                       | 4 Go | 4 Go | 6 Go | 6 Go |
| Disque dur                       | ATA-3 à 5 400 tr/min Maximum : 128 Go | | | |
| Lecteur de disques Tiroir        | CD-ROM de vitesse 24x | CD-ROM de vitesse 24x | CD-ROM de vitesse 24x | CD-ROM de vitesse 24x |
| Connectivité                     | Ethernet de 10/100 BASE-T Modem commuté de 56k Port infrarouge à 4 Mbit/s (en 1998 seulement)                                                                           | Ethernet de 10/100 BASE-T Modem commuté de 56k Port infrarouge à 4 Mbit/s (en 1998 seulement)                                                                           | Ethernet de 10/100 BASE-T Modem commuté de 56k Port infrarouge à 4 Mbit/s (en 1998 seulement)                                                                           | Ethernet de 10/100 BASE-T Modem commuté de 56k Port infrarouge à 4 Mbit/s (en 1998 seulement)                                                                           |
| Périphériques                    | 2 ports USB 1.1 2 ports pour casques d'écoute Prise miniature pour audio analogue Haut-parleurs stéréo intégrés Port « mezzanine » (en 1998 seulement)                  | 2 ports USB 1.1 2 ports pour casques d'écoute Prise miniature pour audio analogue Haut-parleurs stéréo intégrés Port « mezzanine » (en 1998 seulement)                  | 2 ports USB 1.1 2 ports pour casques d'écoute Prise miniature pour audio analogue Haut-parleurs stéréo intégrés Port « mezzanine » (en 1998 seulement)                  | 2 ports USB 1.1 2 ports pour casques d'écoute Prise miniature pour audio analogue Haut-parleurs stéréo intégrés Port « mezzanine » (en 1998 seulement)                  |
| Système d'exploitation inclus    | Mac OS 8.1 (pour le modèle original) ou 8.5.x | Mac OS 8.1 (pour le modèle original) ou 8.5.x | Mac OS 8.1 (pour le modèle original) ou 8.5.x | Mac OS 8.1 (pour le modèle original) ou 8.5.x |
| Système d'exploitation maximal   | Mac OS X 10.3.9 « Panther » et Mac OS 9.2.2 Avec XPostFacto, non avisé par Apple : Mac OS X v10.4 « Tiger » ou (avec un PowerPC G4 installé) Mac OS X v10.5 « Leopard » | Mac OS X 10.3.9 « Panther » et Mac OS 9.2.2 Avec XPostFacto, non avisé par Apple : Mac OS X v10.4 « Tiger » ou (avec un PowerPC G4 installé) Mac OS X v10.5 « Leopard » | Mac OS X 10.3.9 « Panther » et Mac OS 9.2.2 Avec XPostFacto, non avisé par Apple : Mac OS X v10.4 « Tiger » ou (avec un PowerPC G4 installé) Mac OS X v10.5 « Leopard » | Mac OS X 10.3.9 « Panther » et Mac OS 9.2.2 Avec XPostFacto, non avisé par Apple : Mac OS X v10.4 « Tiger » ou (avec un PowerPC G4 installé) Mac OS X v10.5 « Leopard » |
| Poids                            | 17,2 kg (38,1 lb) | 17,2 kg (38,1 lb) | 17,2 kg (38,1 lb) | 17,2 kg (38,1 lb) |
| Dimensions                       | 40,1 × 38,6 × 44,7 cm (15,8 × 15,2 × 17,6 pouces) | 40,1 × 38,6 × 44,7 cm (15,8 × 15,2 × 17,6 pouces) | 40,1 × 38,6 × 44,7 cm (15,8 × 15,2 × 17,6 pouces) | 40,1 × 38,6 × 44,7 cm (15,8 × 15,2 × 17,6 pouces) |

### Deuxième génération (mange‑disque)
Le 5 octobre 1999, Apple cessa les ventes des iMac à tiroir. Le nouveau modèle iMac de base fut proposé uniquement en couleur myrtille, et non dans les quatre autres couleurs fruitées. Ce modèle s’inspirait de la révision D en y ajoutant un processeur moindrement plus rapide (de 333 à 350 MHz, un gain modique de 17 MHz), une quantité doublée de mémoire vive, des améliorations aux haut‑parleurs internes, un lecteur mange‑disque CD-ROM, une carte graphique ATI Rage 128 VR améliorée, une coque transparente et le support facultatif de la carte sans‑fil Wifi 802.11b — baptisée AirPort par Apple — d’Apple. Des modèles supérieurs furent introduits sous les noms iMac DV (« Digital Video », c’est‑à‑dire la vidéo numérique) et iMac DV Special Edition (Édition Spéciale). Mettant l’emphase sur l’édition des vidéos à la maison, l’iMac DV arriva sur le marché avec un processeur bien plus puissant (de 333 à 400 MHz, un gain de 67 MHz), un connecteur VGA pour le mode miroir, un lecteur DVD-ROM, un disque dur de 10 Go, deux ports FireWire et une coque transparente dans une des cinq couleurs fruitées (identiques aux couleurs de la révision D), pour 1 299 $ aux États‑Unis. L’iMac DV Special Edition avait quatre fois la quantité de mémoire vive de la révision D et un disque dur de 13 Go pour 1 499 $ aux États‑Unis, offert uniquement dans une nouvelle couleur, le graphite. Tous les modèles mange‑disques de l'iMac n’utilisaient pas d’éventails pour refroidir la température intérieure de l’ordinateur.
Le 19 juillet 2000, Apple réduisit le prix de l'iMac régulier à 799 $ aux États-Unis. Peu avait changé au niveau du matériel : la carte accompagnatrice pour AirPort fut enlevée (il fallait désormais se procurer une carte accompagnatrice en plus d’une carte AirPort pour ajouter le sans-fil internet), la Apple USB Mouse fut remplacée par une Apple Pro Mouse plus ergonomique, la carte graphique fut maintenant une ATI Rage 128 Pro améliorée et la couleur myrtille fut enlevée pour introduire une couleur plus sombre, l’indigo. Cette couleur fut également offerte pour l’iMac DV, en plus de la nouvelle couleur rubis, plus sombre que la couleur fraise qu’elle remplaçait. Ces modèles DV furent introduits sur le marché au prix réduit de 999 $ aux États‑Unis avec le même processeur de 400 MHz, mais le lecteur DVD‑ROM fut remplacé par un lecteur lisant les CD‑ROM seulement. Le lecteur DVD fut offert uniquement avec des modèles plus avancés comme l'iMac DV+, une nouvelle gamme d’ordinateurs offerte au prix des anciens iMac DV, mais vendue dans les couleurs des nouveaux iMac DV, en plus d’ajouter une couleur sauge exclusive qui était plus foncée que l’ancienne couleur du citron vert. L’iMac DV+ offrait également un processeur légèrement plus rapide à 450 MHz et un disque dur de 20 Go. Le meilleur modèle de l’iMac, l'iMac DV Special Edition, offrait le processeur le plus rapide, à 500 MHz, ainsi qu’un disque dur de 30 Go. En plus d’être vendu en graphite, la couleur neige fut introduite.
Le 22 février 2001, Apple retournait à trois tiers pour les iMac. Le sobriquet DV fut enlevé de tous les iMac, faisant en sorte que l’ancien iMac DV fut maintenant nommé l’iMac et vendu à un prix réduit de 899 $ aux États‑Unis, mais seulement en couleur indigo. Cette couleur fut également disponible pour un modèle amélioré doté d’un processeur de 500 MHz, une carte graphique ATI Rage 128 Ultra améliorée et un disque dur de 20 Go. En plus de la couleur indigo, ces modèles améliorés furent également disponibles avec l’un des deux patrons, le bleu dalmatien ou le « Flower Power ». Ces mêmes patrons et la couleur graphite d’antan furent également disponibles pour l’iMac Special Edition, offert au même prix que l’iMac DV SE, mais désormais avec un processeur de 600 MHz.
La dernière révision (4) sortit le 18 juillet 2001 : elle gagnait jusqu’à 350 MHz par rapport à la 1re révision, sortie le 4 octobre 1999. Lorsque l’iMac G4 vit des gains de vitesse en janvier 2002, les ventes de l’iMac G3 à 700 MHz cessèrent. Plus tard, en 2002, les autres modèles de l’iMac G3 furent retirés de la vente, hormis le modèle de 600 MHz en couleur neige. En mars 2003, l’ordinateur eMac, doté d’un processeur PowerPC G4 et de plusieurs autres améliorations, avait complètement remplacé l’iMac G3.
| Modèle                           | iMac (mange‑disques) | iMac (été 2000) | iMac (hiver 2001) | iMac (été 2001) |
| -------------------------------- | --- | --- | --- | --- |
| Photos                           | | | | |
| Date de sortie                   | 4 octobre 1999 | 19 juillet 2000 | 22 février 2001 | 18 juillet 2001 |
| Sobriquet                        | « Kihei, P7 » | S/O | S/O | « Kiva » |
| Identifiant du modèle            | PowerMac2,1 | PowerMac2,2 | PowerMac4,1 | PowerMac4,1 |
| Couleurs                         | (SE) | (SE) | (SE) • ✿ (SE et régulier) | (SE et régulier) |
| Fréquence processeur             | - 350 MHz (myrtille seulement) - 400 MHz (toutes les couleurs) | - 350 MHz (indigo seulement) - 400 MHz (indigo et rubis) - 450 MHz (indigo, rubis et sauge) - 500 MHz (graphite et neige) | - 400 MHz (indigo seulement) - 500 MHz (sauf en graphite) - 600 MHz (sauf en indigo) | - 500 MHz (indigo et neige) - 600 et 700 MHz (graphite et neige) |
| Processeur                       | PowerPC 750 | PowerPC 750 | PowerPC 750 (400 MHz) ou PowerPC 750CX (500 et 600 MHz) | PowerPC 750CX (500 MHz) ou PowerPC 750CXe (600 et 700 MHz) |
| Cache                            | 64 Ko de cache L1 et 512 Ko de cache L2 (2:5) | 64 Ko de cache L1 et 512 Ko de cache L2 (2:5) | 64 Ko de cache L1 et 512 Ko de cache L2 (2:5) ou 256 Ko de cache L2 (1:1) | 64 Ko de cache L1 et 256 Ko de cache L2 (1:1) |
| Bus                              | 100 MHz | 100 MHz | 100 MHz | 100 MHz |
| Mémoire vive Deux fentes         | 64 ou 128 Mo Maximum : 1 Go (512 Mo selon Apple) | 64 ou 128 Mo Maximum : 1 Go | 64 ou 128 Mo Maximum : 1 Go | 64 Mo, 128 Mo ou 256 Mo Maximum : 1 Go |
| Mémoire vive Deux fentes         | PC100 SDRAM | | | |
| Écran                            | Écran cathodique de 38,1 cm ou 15 pouces (dont 35,052 cm ou 13,8 pouces visibles) à résolution de 1024 × 768 pixels | Écran cathodique de 38,1 cm ou 15 pouces (dont 35,052 cm ou 13,8 pouces visibles) à résolution de 1024 × 768 pixels | Écran cathodique de 38,1 cm ou 15 pouces (dont 35,052 cm ou 13,8 pouces visibles) à résolution de 1024 × 768 pixels | Écran cathodique de 38,1 cm ou 15 pouces (dont 35,052 cm ou 13,8 pouces visibles) à résolution de 1024 × 768 pixels |
| Graphismes                       | ATI Rage 128 VR avec 8 Mo de SDRAM | ATI Rage 128 Pro avec 8 Mo de SDRAM | ATI Rage 128 Pro avec 8 Mo de SDRAM (400 MHz) ATI Rage 128 Ultra avec 16 Mo of SDRAM (500 et 600 MHz) | ATI Rage 128 Ultra avec 16 Mo de SDRAM |
| Graphismes                       | AGP 2x | | | |
| Disque dur                       | 6 Go, 10 Go (DV) ou 13 Go (SE) | 7 Go, 10 Go (DV), 20 Go (DV+) ou 30 Go (SE) | 10 Go, 20 Go (moyen) ou 30 Go (SE) | 20 Go, 40 Go (moyen) ou 60 Go (SE) |
| Disque dur                       | Ultra ATA à 5 400 tr/min Maximum : 128 Go | | | |
| Lecteur de disques Mange‑disques | CD‑ROM à 24x (modèles myrtilles à 350 MHz, rubis à 400 MHz, neiges dès l’automne 2002, tous les indigo en configuration de base) DVD‑ROM à 4x (tous les autres modèles en 1999 et 2000) ou CD‑RW à 8 × 4 × 24x (tous les autres modèles dès 2001) | CD‑ROM à 24x (modèles myrtilles à 350 MHz, rubis à 400 MHz, neiges dès l’automne 2002, tous les indigo en configuration de base) DVD‑ROM à 4x (tous les autres modèles en 1999 et 2000) ou CD‑RW à 8 × 4 × 24x (tous les autres modèles dès 2001) | CD‑ROM à 24x (modèles myrtilles à 350 MHz, rubis à 400 MHz, neiges dès l’automne 2002, tous les indigo en configuration de base) DVD‑ROM à 4x (tous les autres modèles en 1999 et 2000) ou CD‑RW à 8 × 4 × 24x (tous les autres modèles dès 2001) | CD‑ROM à 24x (modèles myrtilles à 350 MHz, rubis à 400 MHz, neiges dès l’automne 2002, tous les indigo en configuration de base) DVD‑ROM à 4x (tous les autres modèles en 1999 et 2000) ou CD‑RW à 8 × 4 × 24x (tous les autres modèles dès 2001) |
| Connectivité                     | AirPort 802.11b à 11 Mbit/s facultatif (équipement nécessaire) Ethernet 10/100 BASE‑T Modem commuté 56k avec V.90 | AirPort 802.11b à 11 Mbit/s facultatif (équipement nécessaire) Ethernet 10/100 BASE‑T Modem commuté 56k avec V.90 | AirPort 802.11b à 11 Mbit/s facultatif (équipement nécessaire) Ethernet 10/100 BASE‑T Modem commuté 56k avec V.90 | AirPort 802.11b à 11 Mbit/s facultatif (équipement nécessaire) Ethernet 10/100 BASE‑T Modem commuté 56k avec V.90 |
| Périphériques                    | 4 ports USB 1.1 2 ports FireWire 400 (sauf pour l’iMac à 350 MHz) 2 ports pour écouteurs Port analogue miniature pour l’entrée audio Haut‑parleurs stéréo intégrés                                                                                | 4 ports USB 1.1 2 ports FireWire 400 (sauf pour l’iMac à 350 MHz) 2 ports pour écouteurs Port analogue miniature pour l’entrée audio Haut‑parleurs stéréo intégrés                                                                                | 4 ports USB 1.1 2 ports FireWire 400 (sauf pour l’iMac à 350 MHz) 2 ports pour écouteurs Port analogue miniature pour l’entrée audio Haut‑parleurs stéréo intégrés                                                                                | 4 ports USB 1.1 2 ports FireWire 400 (sauf pour l’iMac à 350 MHz) 2 ports pour écouteurs Port analogue miniature pour l’entrée audio Haut‑parleurs stéréo intégrés                                                                                |
| Sortie vidéo (en mode miroir)    | Connecteur VGA (sauf pour l’iMac à 350 MHz) | Connecteur VGA (sauf pour l’iMac à 350 MHz) | Connecteur VGA (sauf pour l’iMac à 350 MHz) | Connecteur VGA (sauf pour l’iMac à 350 MHz) |
| Système d’exploitation inclus    | Mac OS 8.6 | Mac OS 9.0.4 | Mac OS 9.1 | Mac OS 9.1 et Mac OS X 10.0.4 |
| Système d’exploitation maximum   | Mac OS X 10.3.9 Panther et Mac OS 9.2.2 (350 MHz) Mac OS X 10.4.11 Tiger et Mac OS 9.2.2 (autres) Non recommandé par Apple : Mac OS X 10.4.11 Tiger avec un iMac à 350 MHz                                                                        | Mac OS X 10.3.9 Panther et Mac OS 9.2.2 (350 MHz) Mac OS X 10.4.11 Tiger et Mac OS 9.2.2 (autres) Non recommandé par Apple : Mac OS X 10.4.11 Tiger avec un iMac à 350 MHz                                                                        | Mac OS X 10.3.9 Panther et Mac OS 9.2.2 (350 MHz) Mac OS X 10.4.11 Tiger et Mac OS 9.2.2 (autres) Non recommandé par Apple : Mac OS X 10.4.11 Tiger avec un iMac à 350 MHz                                                                        | Mac OS X 10.3.9 Panther et Mac OS 9.2.2 (350 MHz) Mac OS X 10.4.11 Tiger et Mac OS 9.2.2 (autres) Non recommandé par Apple : Mac OS X 10.4.11 Tiger avec un iMac à 350 MHz                                                                        |
| Poids                            | 15,7 kg (34,7 lb) | 15,7 kg (34,7 lb) | 15,7 kg (34,7 lb) | 15,7 kg (34,7 lb) |
| Dimensions                       | 38,1 × 38,1 × 43,5 cm (15,0 × 15,0 × 17,1 pouces) | 38,1 × 38,1 × 43,5 cm (15,0 × 15,0 × 17,1 pouces) | 38,1 × 38,1 × 43,5 cm (15,0 × 15,0 × 17,1 pouces) | 38,1 × 38,1 × 43,5 cm (15,0 × 15,0 × 17,1 pouces) |

## Succès commercial
Mis en vente en août 1998 après avoir été annoncé le 6 mai par Steve Jobs au Flint Center de Cupertino, l'iMac a été un succès commercial : vendu 1 299 $, il s'en est écoulé 278 000 unités dans les six premières semaines, et 800 000 avant la fin de l'année, ce qui est la meilleure vente de l'histoire d'Apple. Pour 32 % des acheteurs c'était leur premier ordinateur.